# Doll Domination: The Mini Collection
Doll Domination: The Mini Collection – minialbum zespołu The Pussycat Dolls, wydany wyłącznie w Wielkiej Brytanii, 27 kwietnia 2009. Zawiera on 3 utwory z albumu Doll Domination, będące singlami w Wielkiej Brytanii oraz czwarty, piąty singel „Jai Ho (You Are My Destiny)”, „Hush Hush; Hush Hush” a także nową piosenkę „Painted Windows”

## Lista utworów
| L.p | Tytuł                       | Czas |
| --- | --------------------------- | ---- |
| 1.  | Jai Ho (You Are My Destiny) | 3:46 |
| 2.  | When I Grow Up              | 4:04 |
| 3.  | Whatcha Think About That    | 3:48 |
| 4.  | Painted Windows             | 3:34 |
| 5.  | I Hate This Part            | 3:39 |
| 6.  | Hush Hush; Hush Hush        | 4:13 |

## Notowania na listach
| Lista                   | Pozycja |
| ----------------------- | ------- |
| European Top 100 Albums | 38      |
| UK Albums Top 75        | 9       |